# 尼祿·凱撒
尼祿·尤利烏斯·凱撒（Nero Julius Caesar，6年—31年）是日耳曼尼庫斯與大阿格里皮娜的長子，儒略-克勞狄王朝的成員。

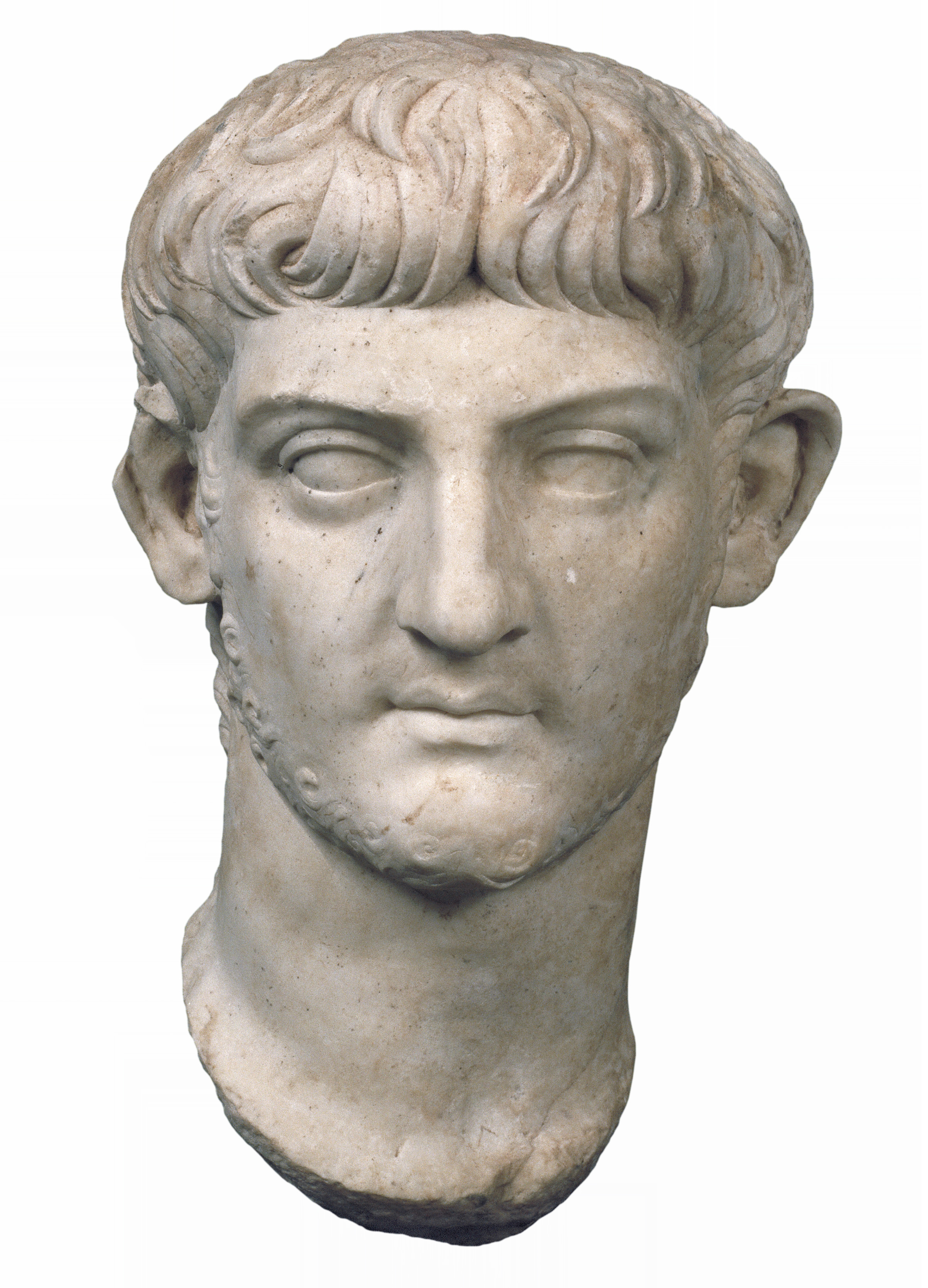
尼祿·凱撒

尼祿·凱撒的父親原是皇帝提比略的繼承人，但於19年去世。提比略的兒子小德魯蘇斯亦於23年早逝，同年提比略將尼祿·凱撒與其弟德魯蘇斯·凱撒認作養子作為帝國的繼承人。然而不久之後，提比略聽信塞揚努斯的讒言，將兩人流放。尼祿·凱撒於31年死於蓬扎島。